# Università di Lund
L'Università di Lund (in svedese: Lunds universitet) è una delle università più antiche del Nord Europa, sita nella città di Lund, in Svezia. Fu fondata nel 1666 per iniziativa di Carlo XI di Svezia.

## Struttura
L'Università di Lund dispone di otto facoltà e due campus secondari nelle città di Helsingborg e Malmö.
L'istituto di astronomia è costituito dallo storico Osservatorio di Lund.